# Takatoshi Mitsui
Takatoshi Mitsui (em japonês: 三井 高利; romaniz.: Mitsui Takatoshi; 1622 — 1694) foi um comerciante e banqueiro japonês, o principal responsável pela transformação do negócio familiar numa empresa de renome no Japão, dando origem ao conglomerado Mitsui. Em 1673, abriu lojas de têxteis em Quioto e Edo. Dado ao sucesso do empreendimento, pôde se expandir no ramo dos empréstimos de dinheiro e outros serviços financeiros. Em 1691, membros de sua família começaram a operar como comerciantes do Xogunato Tocugaua (1600–1868), o que garantiu influência sobre o governo.